# Protestos na Rússia em 2021
Os protestos na Rússia em 2021 acontecem para dar suporte ao opositor de Vladimir Putin, Alexei Navalny, que foi envenenado e preso.

## Contexto

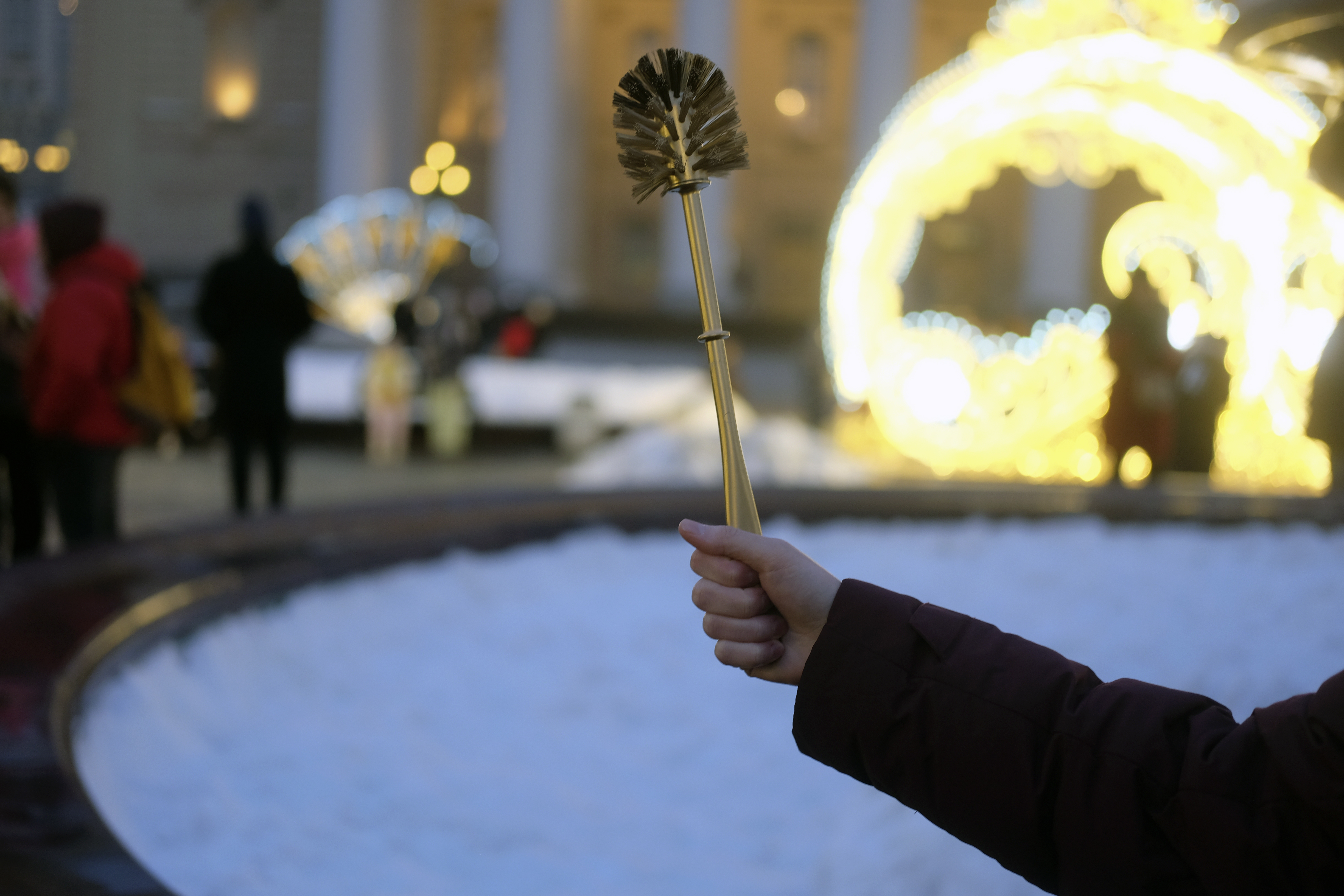
Escova sanitária dourada usada como símbolo do protesto

Em 20 de agosto de 2020, Navalny foi hospitalizado em estado grave depois de ter adoecido com um agente nervoso durante um voo de Tomsk para Moscou. Ele foi evacuado medicamente para Berlim e recebeu alta em 22 de setembro. O uso de um agente nervoso Novichok foi confirmado pela Organização para a Proibição de Armas Químicas (OPCW). Embora o Kremlin tenha negado o envolvimento em seu envenenamento, a UE e o Reino Unido responderam impondo sanções a seis altos funcionários russos e a um centro químico estatal da Rússia. Navalny acusou o presidente Vladimir Putin de ser responsável por seu envenenamento. Uma investigação dos jornalistas da Bellingcat e do jornal russo The Insider implicou agentes do Serviço Federal de Segurança (FSB) no envenenamento da Navalny.
Em 17 de janeiro de 2021, Navalny retornou à Rússia, onde foi imediatamente detido sob acusações de violação dos termos de uma pena de prisão suspensa. Antes de seu retorno, o Serviço Penitenciário Federal (FSIN) disse que Navalny poderia enfrentar pena de prisão ao chegar em Moscou por violar os termos de sua liberdade condicional, dizendo que seria "obrigado" a detê-lo quando retornasse; em 2014, Navalny recebeu uma sentença suspensa no caso Yves Rocher, que ele chamou de motivada politicamente e, em 2017, o Tribunal Europeu de Direitos Humanos decidiu que Navalny foi condenado injustamente.
Em 18 de janeiro, uma decisão judicial ordenou a detenção da Navalny até 15 de fevereiro por violação de sua liberdade condicional. Um tribunal improvisado foi criado na delegacia de polícia onde Navalny estava sendo retido. Outra audiência seria realizada em 29 de janeiro para determinar se sua pena suspensa deveria ser substituída por uma pena de prisão. Ele pediu a seus apoiadores que saíssem à rua, dizendo: "Não fiquem calado. Resista. Vá para as ruas - não por mim, mas por você". O chefe da rede regional da Navalny, Leonid Volkov, disse que estavam sendo feitos preparativos para que os protestos fossem organizados em todo o país em 23 de janeiro.
Em 19 de janeiro, enquanto estava preso,  uma investigação da Navalny e sua Fundação Anti-Corrupção (FBK) foi publicada, acusando Putin de corrupção. O vídeo também incitou as pessoas a irem às ruas. Antes do início dos protestos, o vídeo recebeu mais de 70 milhões de visualizações no YouTube até o dia 23 de Janeiro.
Em 20 de janeiro, o Serviço Federal de Supervisão de Comunicações, Tecnologia da Informação e Meios de Comunicação de Massa (Roskomnadzor) exigiu das redes sociais VKontakte (VK) e TikTok que parassem a propagação de chamadas para os protestos.
Em 21 de janeiro, a polícia começou a deter vários auxiliares e aliados da Navalny, incluindo Lyubov Sobol. Vários foram presos ou multados, com Sobol sendo libertado. O Ministério da Administração Interna também ameaçou processar aqueles que espalhavam chamadas para se juntarem aos protestos. A Procuradoria Geral também ordenou que o censor, Roskomnadzor, bloqueasse o acesso às páginas que convocam protestos.
Em 22 de janeiro, a Direção Principal do Ministério de Assuntos Internos de Moscou emitiu uma declaração de alerta contra as chamadas para os protestos ou a participação neles. Ela declarou que quaisquer tentativas de realizar eventos não autorizados, bem como "ações provocatórias dos participantes" seriam consideradas como uma "ameaça à ordem pública" e seriam "imediatamente suprimidas". As redes de mídia social também começaram a remover informações sobre os protestos. A VK bloqueou o acesso a várias páginas dos protestos, com as páginas declarando que foi bloqueado por exigência do Ministério Público Geral. O Roskomnadzor também declarou que a VK, Instagram, TikTok e YouTube bloqueassem alguns conteúdos que envolviam "pedidos de participação de crianças em eventos de massa ilegais".

## Protestos

### 23 de Janeiro
Os protestos ocorreram em mais de 100 cidades e vilas em toda a Rússia.
A Reuters estimou que pelo menos 40 000 manifestantes se reuniram em Moscou. As autoridades deram uma estimativa de apenas 4 000 participantes nas demonstrações, enquanto outras estimativas incluíam de 15 000 a até 25 000 participantes. A polícia de choque na cidade começou a dispersar o protesto e a deter os participantes antes do seu início. A esposa de Alexei Navalnaya, Yulia Navalnaya, e seu aliado Lyubov Sobol, ambos foram detidos em Moscou depois de assistir aos protestos. Navalnaya foi libertada após ser detida por 3 horas. Houve confrontos entre a polícia e os manifestantes. A mídia estatal relatou que cerca de 40 policiais foram feridos. O Comitê de Investigação disse que abriu uma sonda em casos de violência contra a polícia.
Segundo a Novaya Gazeta, até 3 000 manifestantes se reuniram em Vladivostok, cerca de 1 000 se reuniram em Khabarovsk e cerca de 10 000 manifestantes marcharam pela rua principal em Nizhny Novgorod.
De acordo com Tayga.info, até 4 000 manifestantes se reuniram em Novosibirsk. A polícia rompeu o protesto usando a força. Segundo a OVD-Info, mais de 100 pessoas foram detidas na cidade.
As estimativas do número de manifestantes em Yekaterinburg variaram entre 5 000 e 11 000. Ocorreram confrontos entre a polícia e os manifestantes, com oficiais supostamente atingidos com bolas de neve e granadas de fumaça.
As estimativas do número de manifestantes em Perm variavam entre 3 000 e 10 000.
Em algumas cidades russas houve interrupções na internet e na rede de telefonia móvel. Foram relatados problemas de comunicação em cidades como Moscou, São Petersburgo, Krasnodar, Tyumen, Chelyabinsk, Yekaterinburg, Voronezh, Rostov-on-Don e Saratov. Os usuários do Twitter na Rússia também relataram problemas de acesso à rede.
Mais de 1 600 pessoas foram presas durante as demonstrações na Rússia.

## Galeria

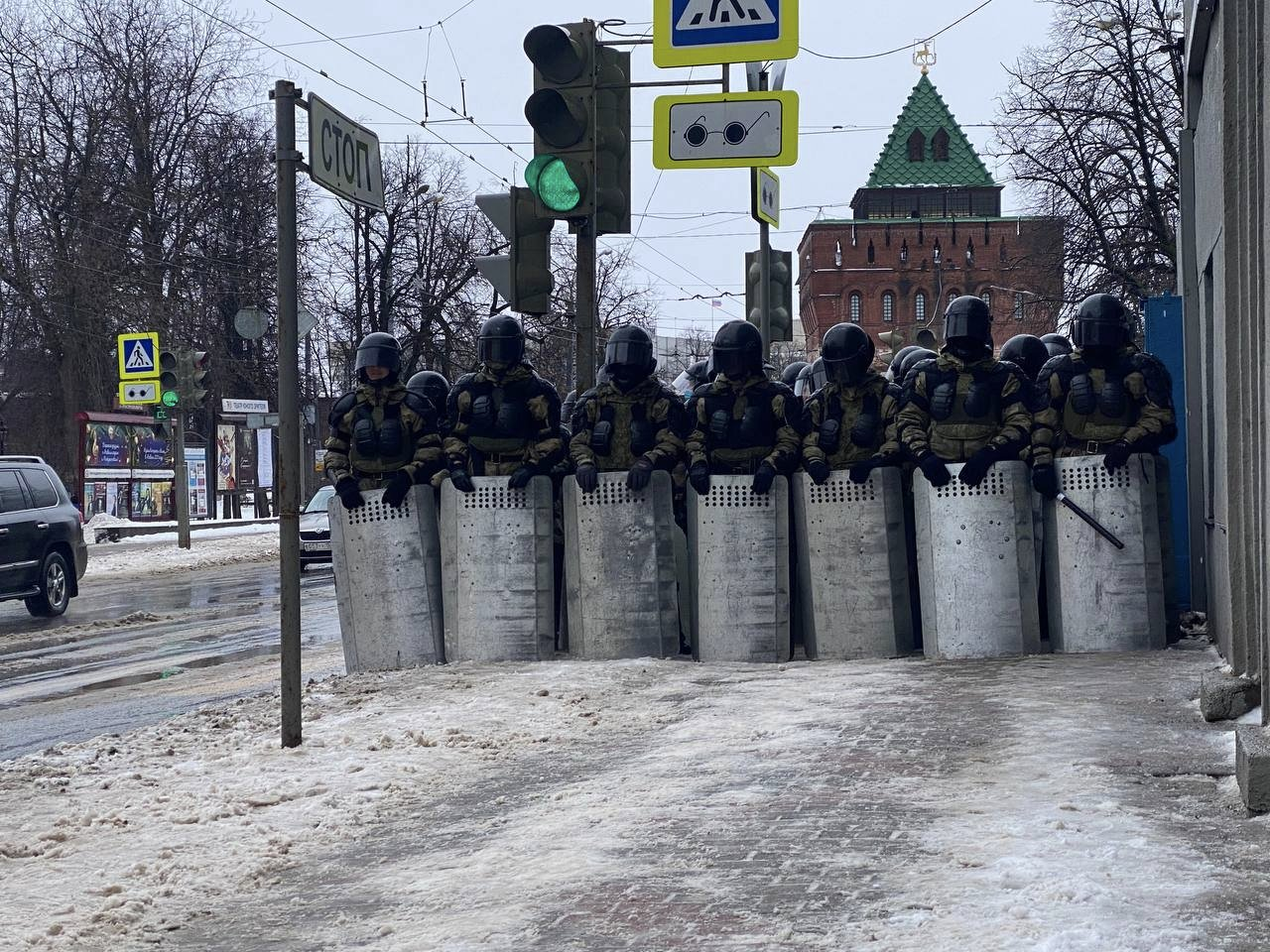
A Unidade Móvel de Propósitos Especiais (OMON) durante protesto em 31 de janeiro na cidade de Nijni Novgorod.
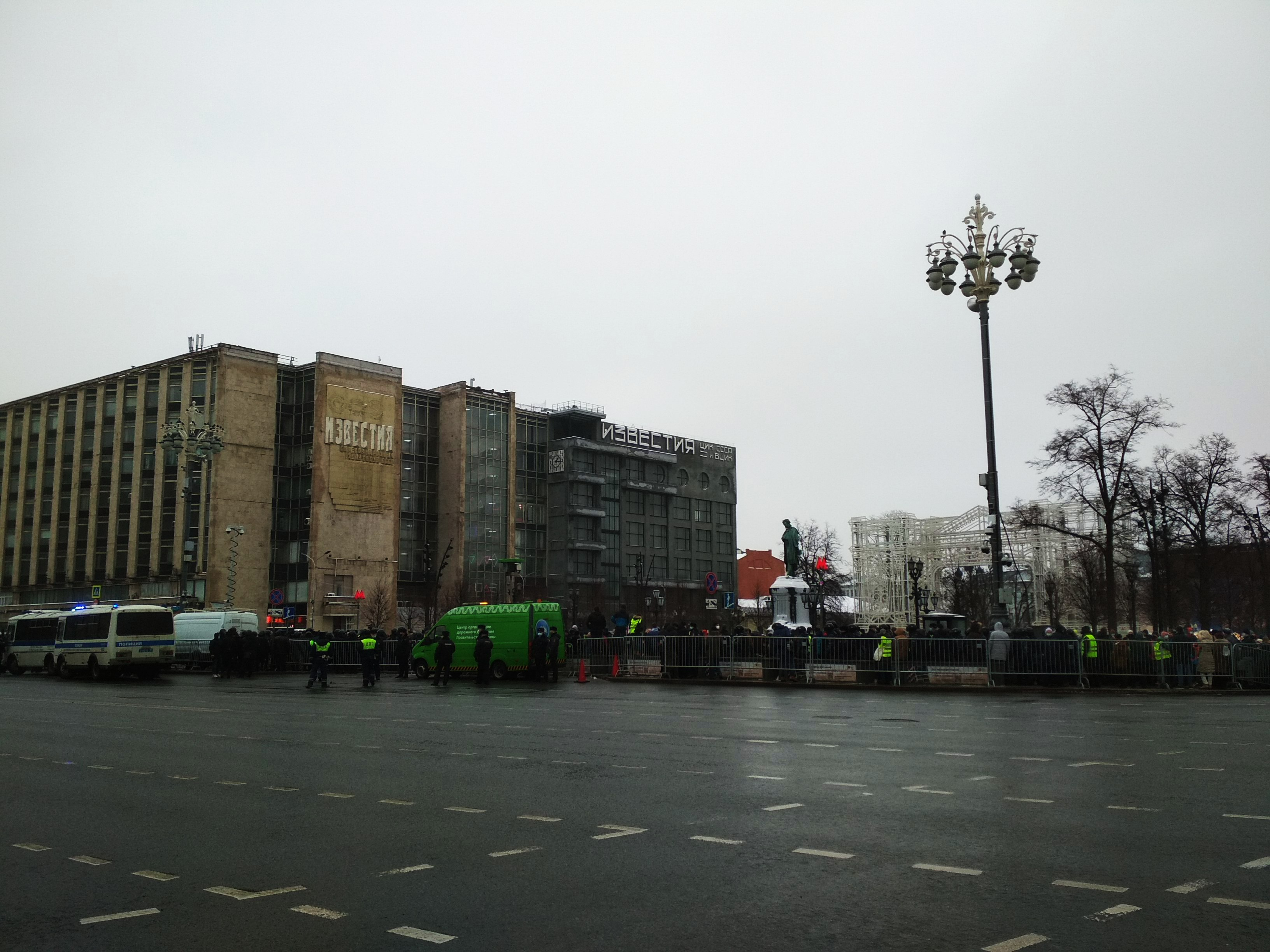
Praça Pushkin, Moscou
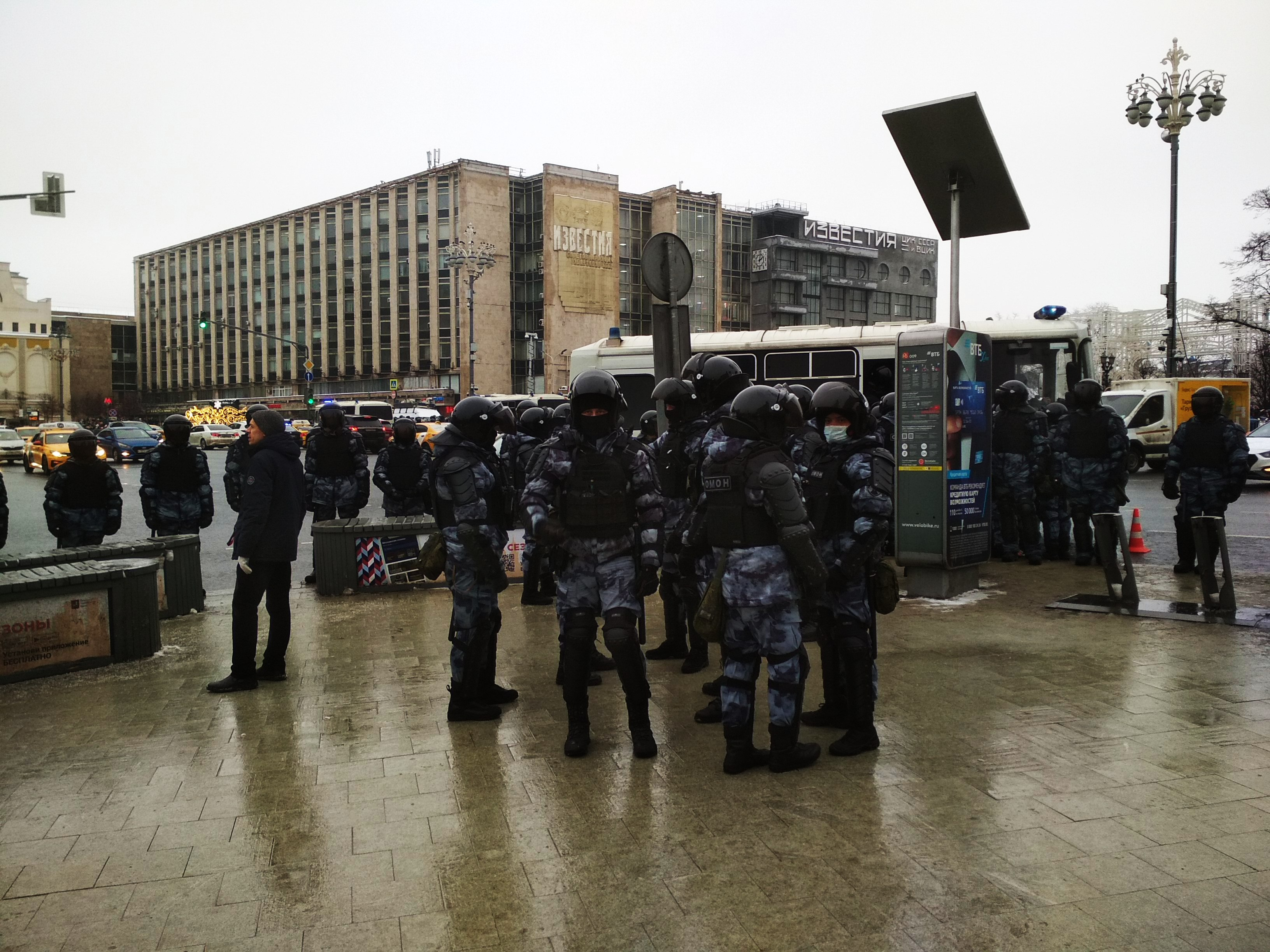
Praça Pushkin
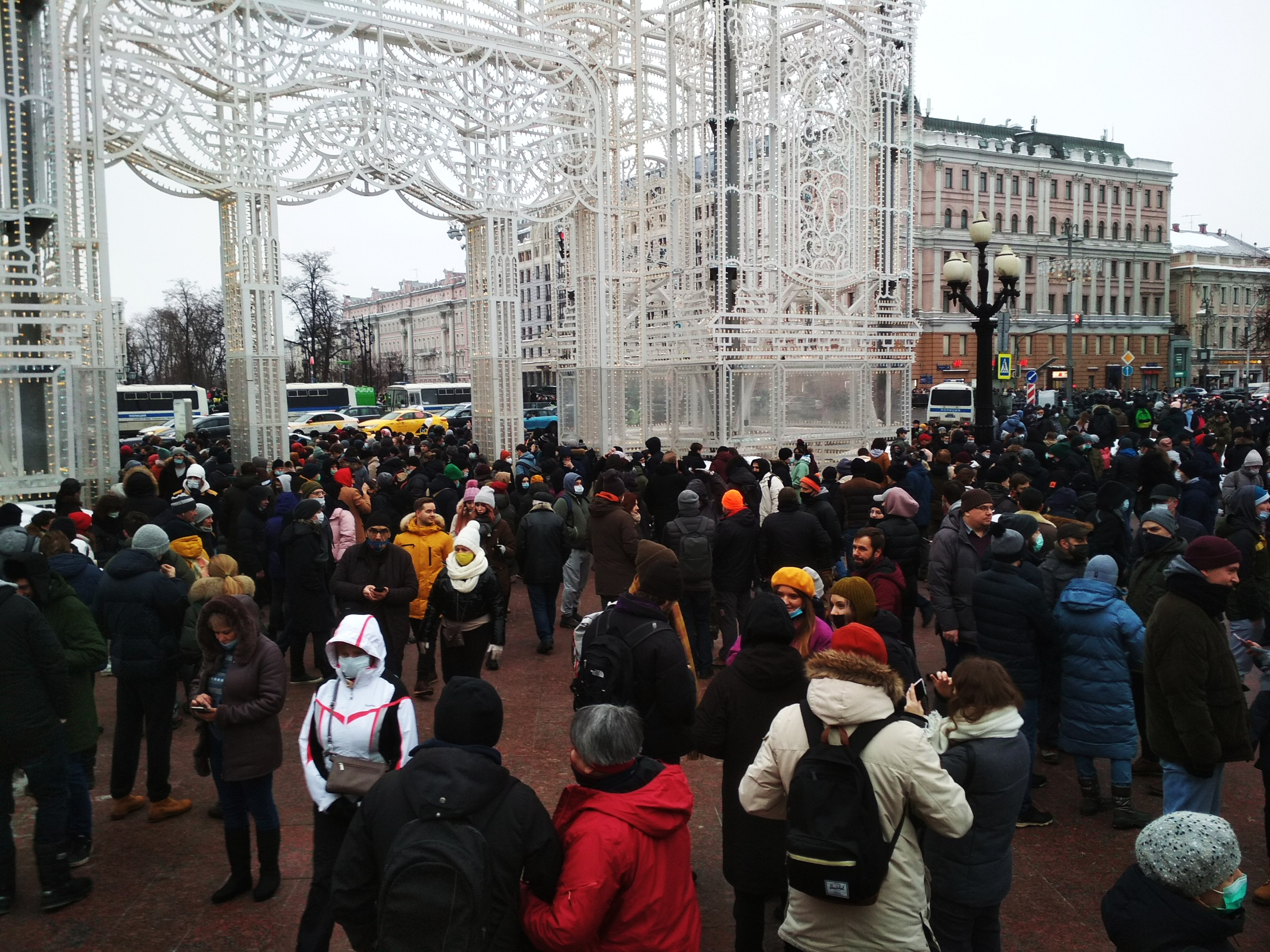
Praça Pushkin
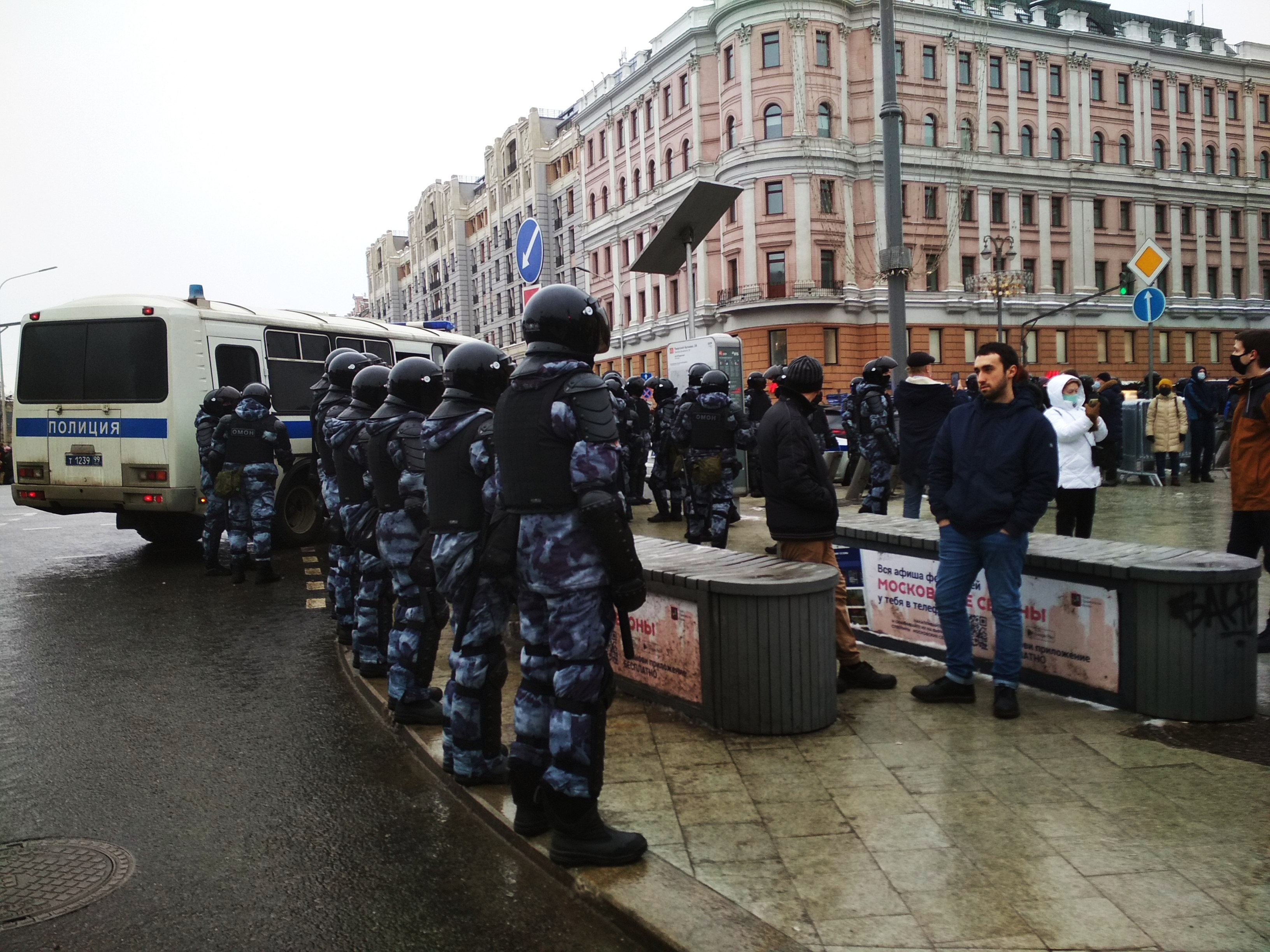
Praça Pushkin
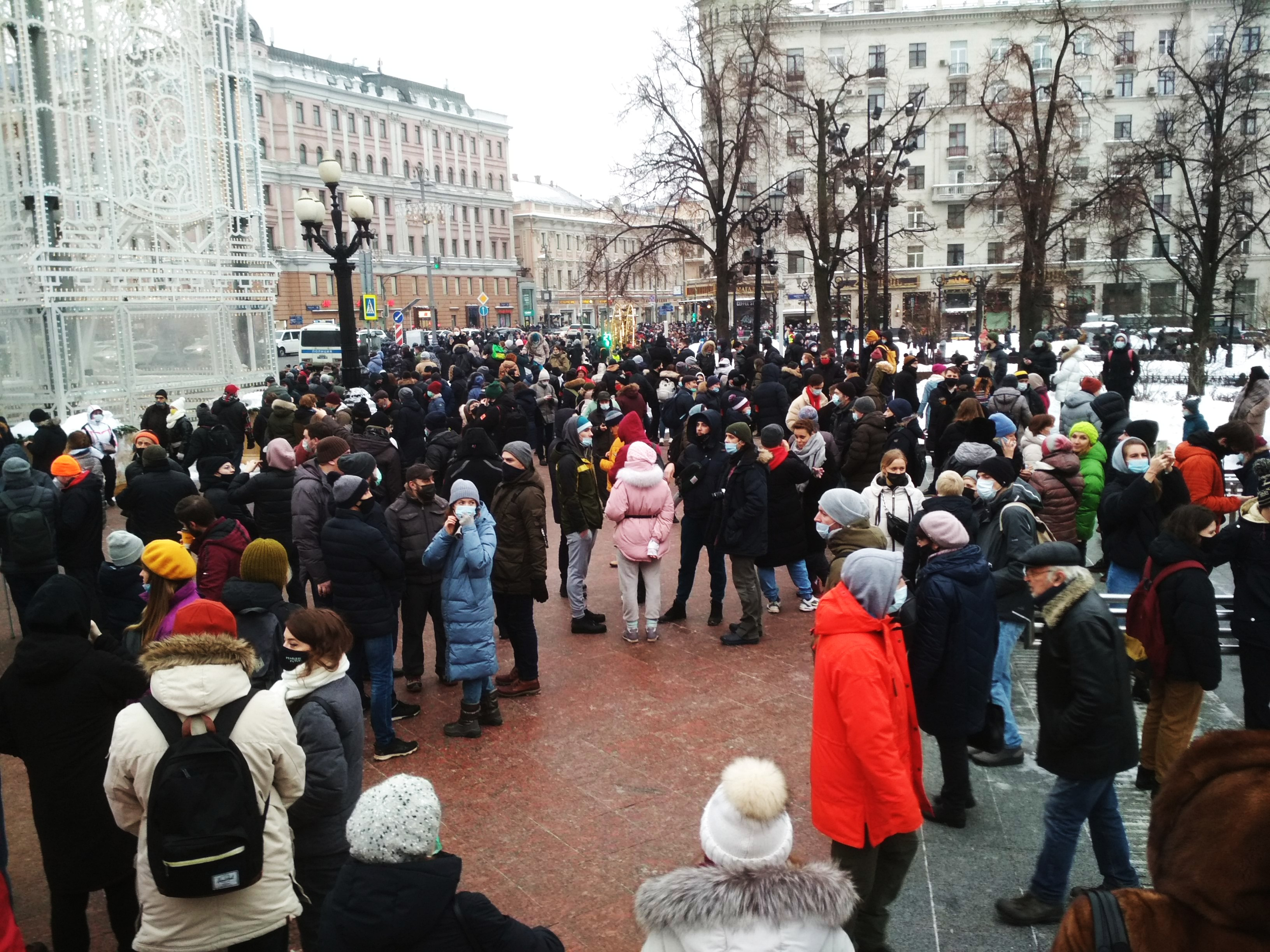
Praça Pushkin
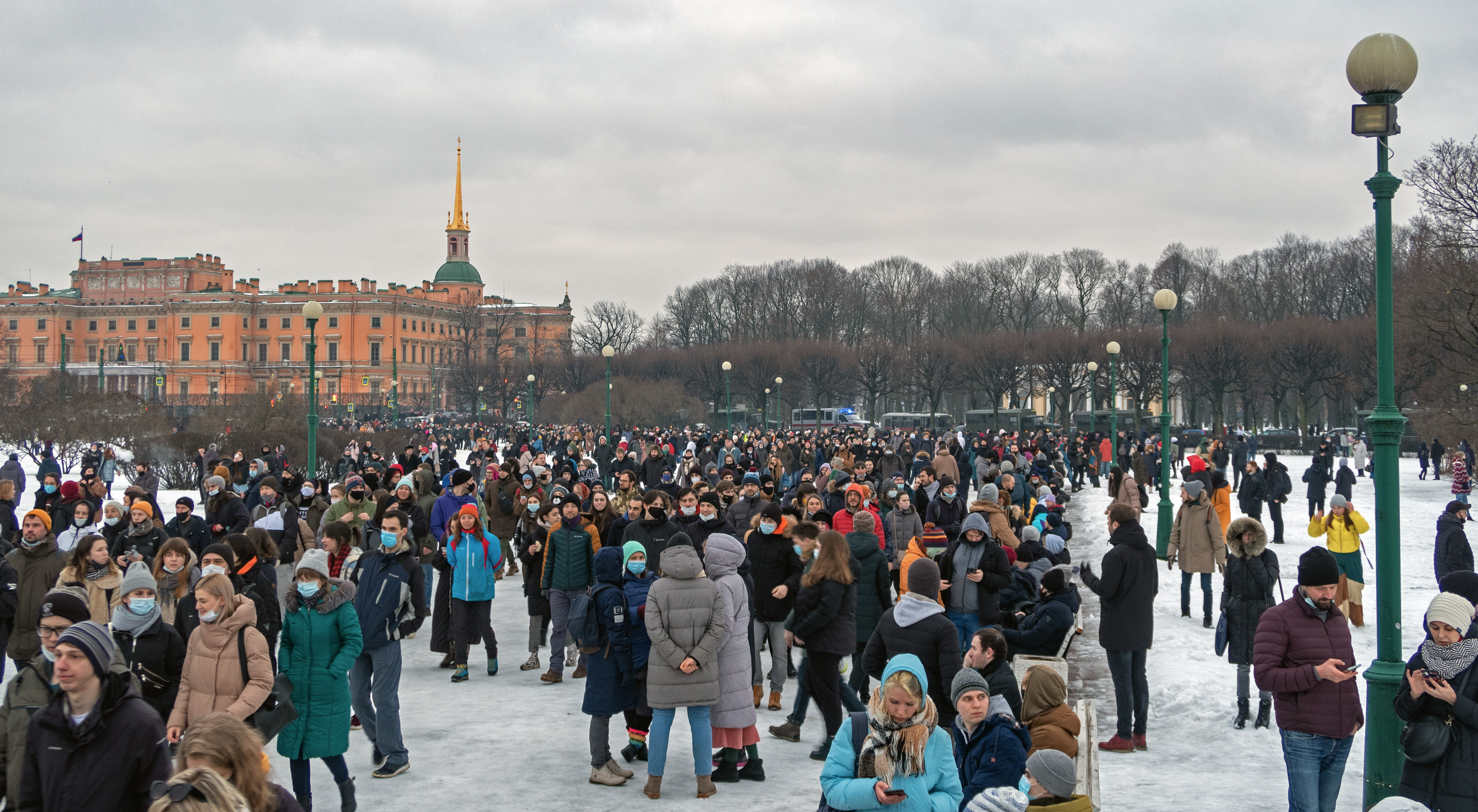
Protestos contra a prisão do líder de oposição Alexei Navalny em São Petersburgo
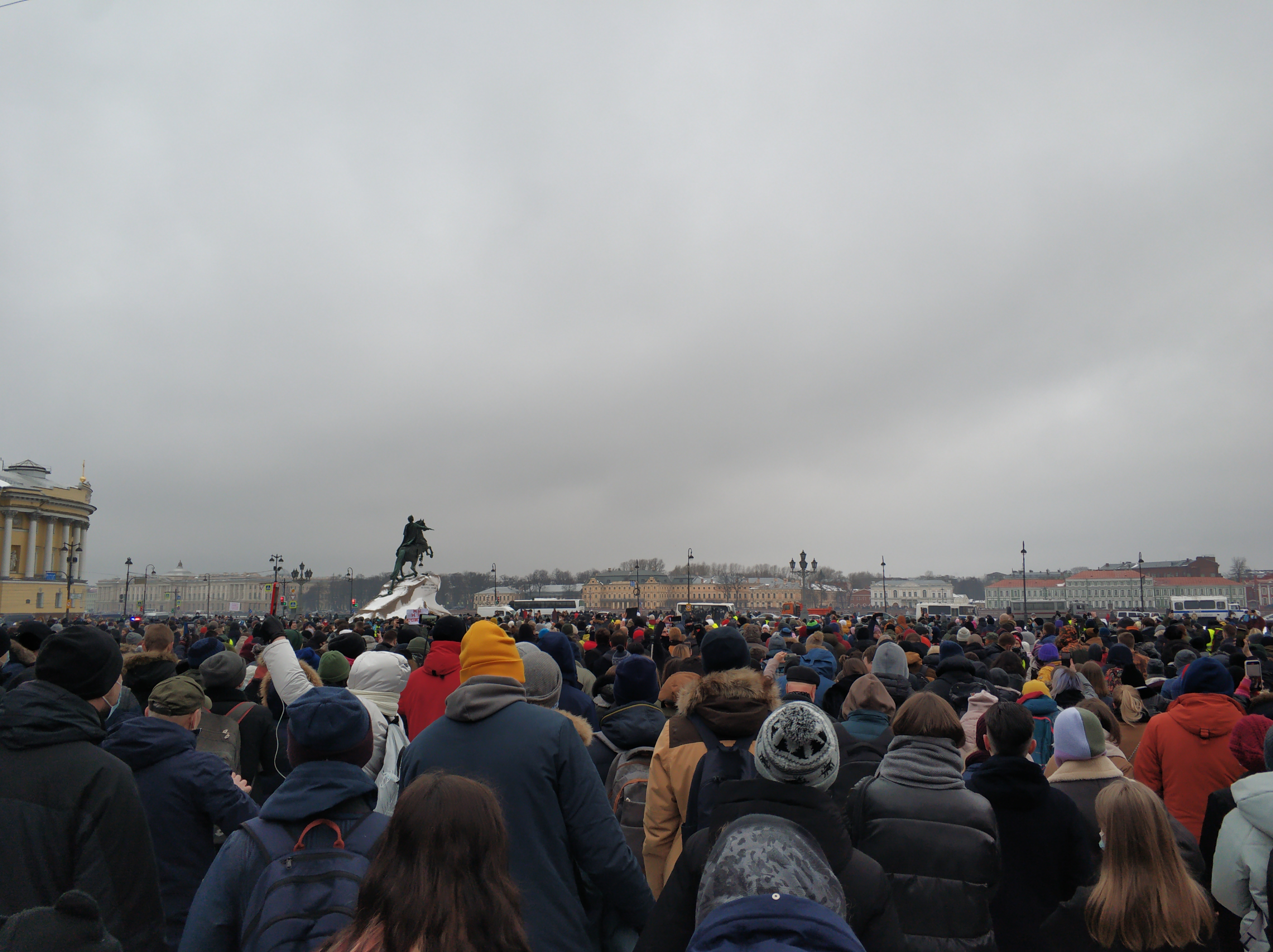
São Petersburgo
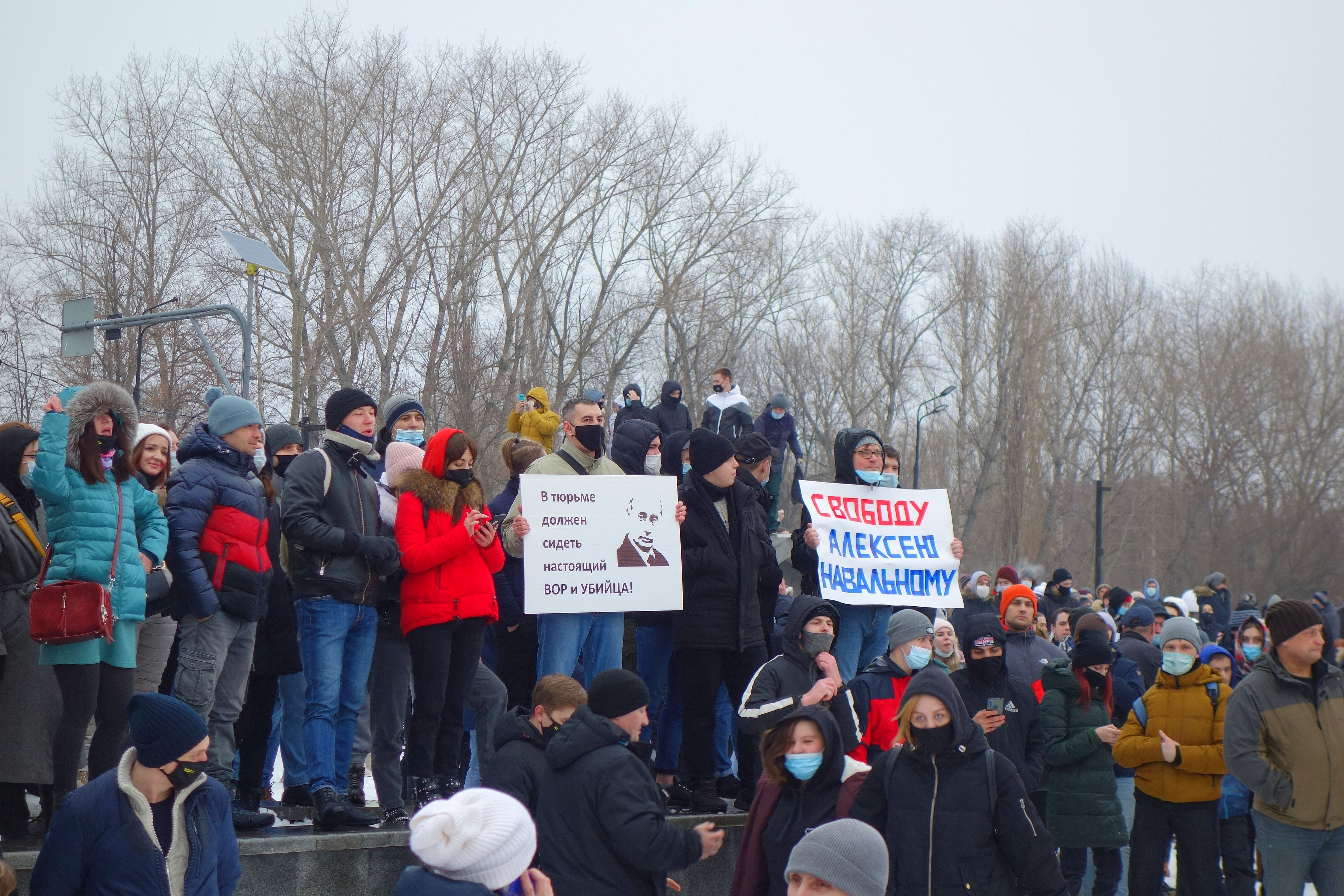
Lipetsk
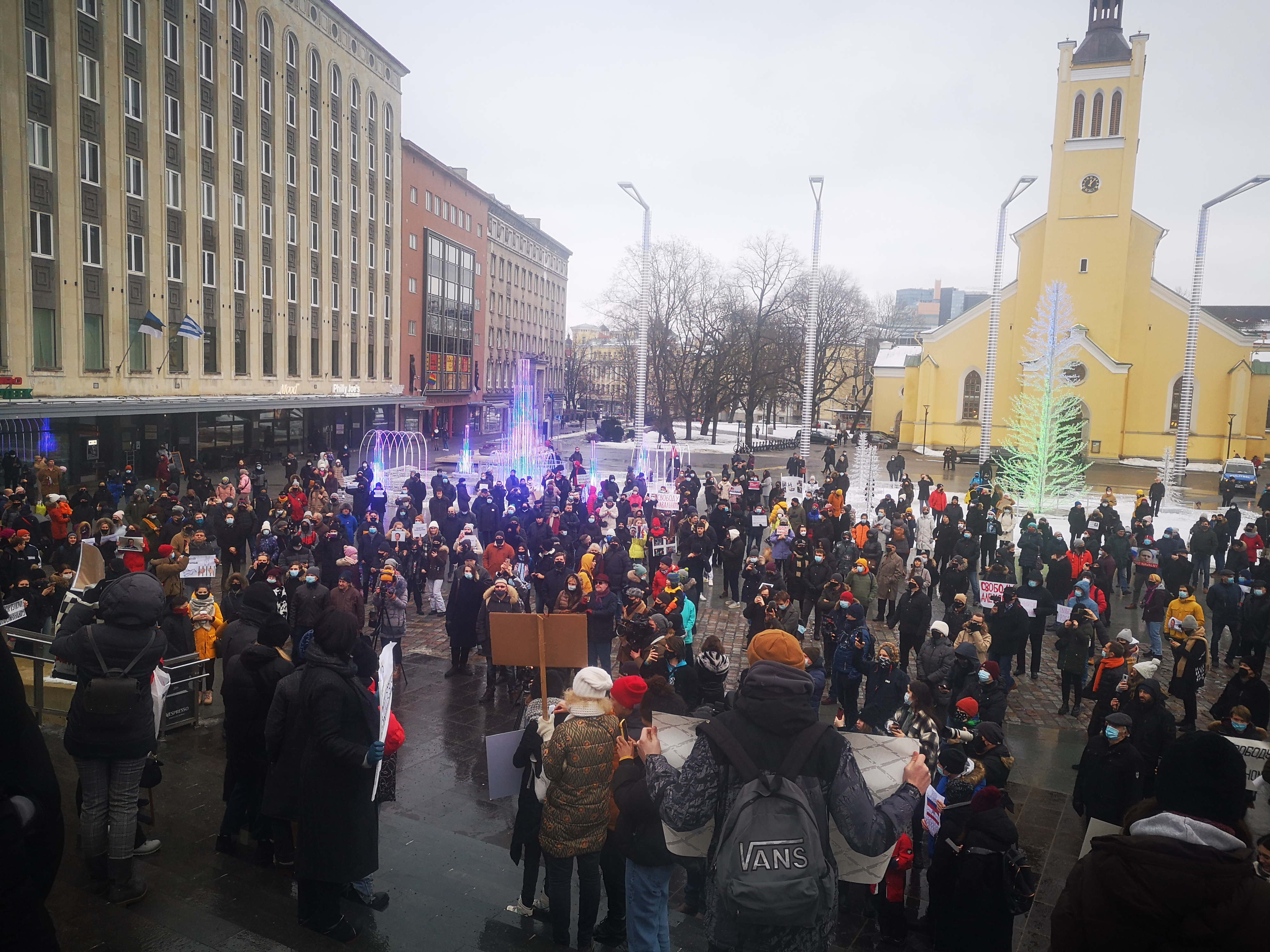
Tallinn
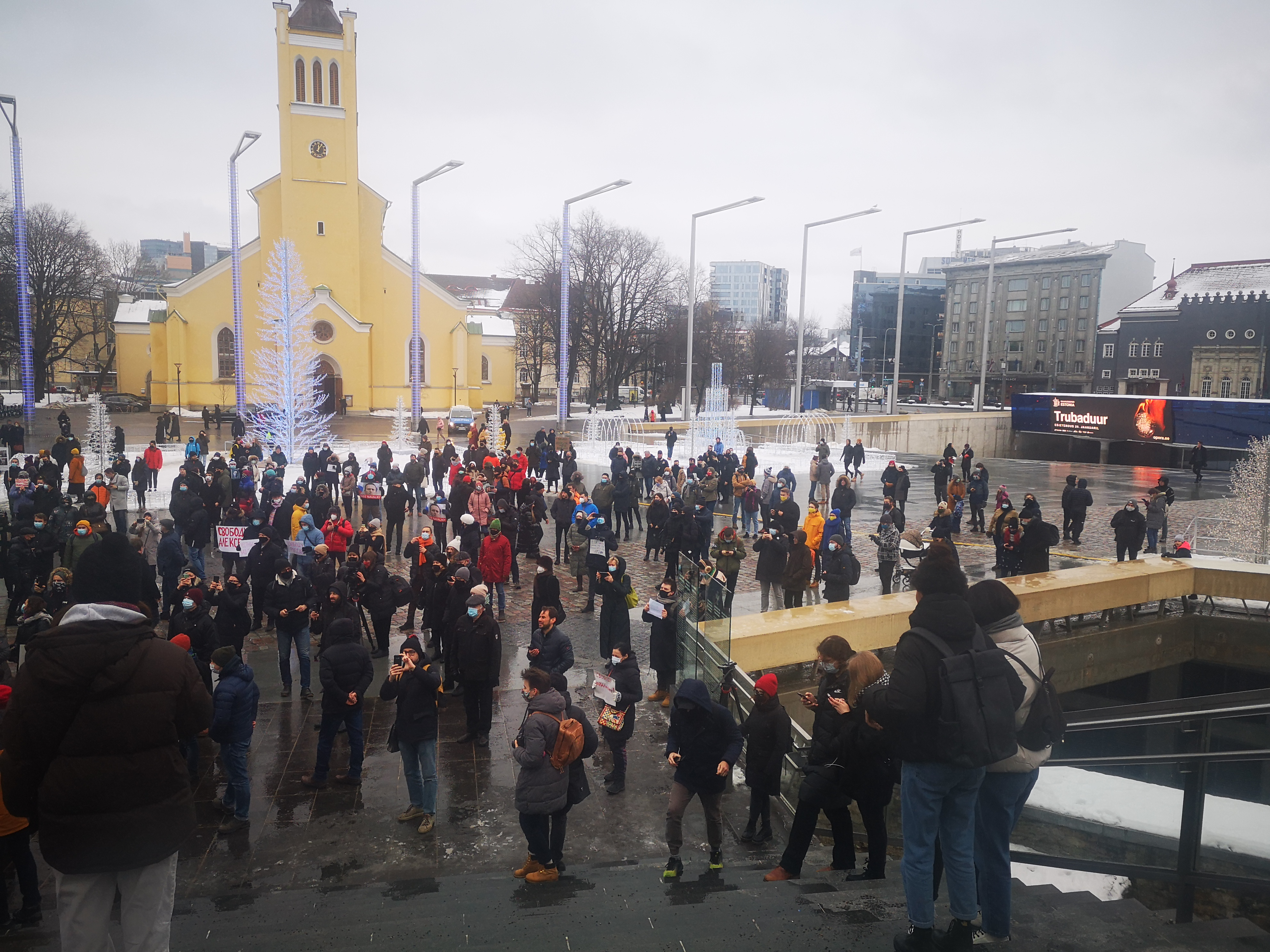
Tallinn